# 黄昏を待たずに
「黄昏を待たずに」（たそがれをまたずに）は、チャゲ&飛鳥（現：CHAGE and ASKA）の楽曲。自身の15作目のシングルとして、キャニオン・レコード（現：ポニーキャニオン）から1986年5月21日に発売された。

## 背景・リリース
前作「モーニングムーン」から、およそ3か月ぶりに発売されたシングル:380。
公式サイトでは、「黄昏を待たずに/DIAMOND SAND」の表記となっており、両A面シングル扱いとなっている。

## 収録曲
| #         | タイトル           | 作詞       | 作曲      | 編曲                        | 時間 |
| --------- | ------------------ | ---------- | --------- | --------------------------- | ---- |
| 1.        | 「黄昏を待たずに」 | 飛鳥涼     | 飛鳥涼    | 飛鳥涼、瀬尾一三、THE ALPHA | 4:11 |
| 2.        | 「DIAMOND SAND」   | M.Takayama | CHAGE     | 古川健次                    | 3:39 |
| 合計時間: | 合計時間:          | 合計時間:  | 合計時間: | 合計時間:                   | 7:50 |

## 楽曲解説
1. 黄昏を待たずに
歌詞は女性とのドライブシーンを映し出したもので、ミュージック・ビデオでは飛鳥（現：ASKA）がドライブするという内容である[1][4]。
2017年に飛鳥が自身のアルバム『Black&White』の先行予約特典CD内でセルフカバーしている。
2. DIAMOND SAND
その後にリリースされたアルバムには本曲は収録されず、またシングル自体も廃盤になったため、しばらくは入手困難な状態が続いていたが、2009年8月25日より各大手配信サイトにて楽曲の配信が開始された為、両曲共に視聴、入手は容易となった。

## 収録アルバム
- MIX BLOOD (#1)
- SUPER BEST (#1)
- SUPER BEST II (#1)※リミックス・ヴァージョン
- SUPER BEST BOX SINGLE HISTORY 1979-1994 AND Snow Mail (#1)※リミックス・ヴァージョン
- CHAGE&ASKA VERY BEST ROLL OVER 20TH (#1)

## ASKAによるセルフカバー
ASKAの配信限定シングルとして、2018年2月12日に配信された。配信元はDADAレーベル。

### 収録曲
1. 黄昏を待たずに
（作詞・作曲：ASKA）
2017年にASKAのアルバム『Black&White』の特典CDの収録曲として、新たに撮り直した楽曲。そして、配信シングルとして発売されたものである[5]。
ASKAは原曲の良さを残しながら、今の楽曲にするようにしたという。原曲にはなかったフックとなる部分は、ASKAのマネージャーであるFUJIが歌っており、コーラスワークに関して、ASKAは高い声は原曲の発売当時より出せるため、爽やかでも肉厚のあるハーモニーにしたという[6]。